# Arius manillensis
Arius manillensis és una espècie de peix de la família dels àrids i de l'ordre dels siluriformes.

## Morfologia
Els mascles poden assolir els 29,6 cm de llargària total.

## Distribució geogràfica
És un endemisme de les Filipines.